# شرکت سرمایه بین‌المللی چین
شرکت سرمایه بین‌المللی چین (انگلیسی: China International Capital Corporation) شرکت خدمات مالی و بانکداری چینی است، که در سال ۱۹۹۵ تأسیس شد‌